# Ilona Hlaváčková
Ilona Hlaváčková (* 13. března 1977) je bývalá česká reprezentantka v plavání. Je znakařskou specialistkou, v závodě tímto stylem získala dvě stříbrné medaile na mistrovství světa a byla držitelkou evropských rekordů. Je jednou z nejlepších českých plavkyň historie.

## Sportovní kariéra
S plaváním začínala v Jičíně, později trénovala v Liberci. Začínala jako prsařka, postupně přešla na znak. Jako juniorka studovala na sportovním gymnáziu v Praze a tam trénovala pod vedením trenéra Milana Moravce. Zejména na kratších tratích 50 a 100 metrů znak postupně pronikla do evropské špičky. První medaile z velkých akcí přivezla v roce 2000. Na mistrovství Evropy v krátkém bazénu ve Valencii zvítězila na obou kratších tratích, ve stejném roce na mistrovství Evropy v 50 metrovém bazénu byla třetí na 50 m a čtvrtá na 100 m. Oba tituly z krátkého bazénu obhájila i na mistrovství Evropy 2001. Na obou tratích přitom překonala evropské rekordy (50 m: 27,06 100 m: 57,75). Zvítězila také na Hrách dobré vůle v Brisbane a Univerziádě. Zaslouženě byla proto vyhlášena českou plavkyní roku 2001. 

V roce 2002 získala první medaili na světovém šampionátu – stříbro ze 100 m znak na mistrovství světa v krátkém bazénu, na poloviční trati byla čtvrtá. O rok později dosáhla svého největšího úspěchu, když vybojovala stříbro na světovém šampionátu v dlouhém bazénu, tentokrát na trati 50 metrů znak. O pouhé dvě setiny sekundy podlehla Španělce Nině Živaněvské. Bylo to historicky nejlepší umístění českého plavce v bazénovém plavání na mistrovství světa v padesátimetrovém bazénu. Z univerziády v roce 2003 přivezla dvě zlaté medaile. Na závěr roku byla opět vyhlášena nejlepší českou plavkyní.
V roce 2004 přidala evropský titul z dlouhého bazénu, opět na nejkratší trati. Tentokrát Živaněvské oplatila porážku z mistrovství světa. Na olympijských hrách 2004 se jí tolik nedařilo, skončila dvanáctá na 100 metrů, poloviční trať, na které předtím dosáhla největší úspěchy, není v olympijském programu.

## Úspěchy a ocenění
- nejlepší česká plavkyně v letech 2001, 2003
- držitelka evropského rekordu na 50 a 100 m znak v krátkém bazénu